# 9932 Kopylov

9932 Kopylov

9932 Kopylov eller 1985 QP5 är en asteroid i huvudbältet som upptäcktes den 23 augusti 1985 av den rysk-sovjetiske astronomen Nikolaj Tjernych vid Krims astrofysiska observatorium på Krim. Den har fått sitt namn efter den sovjetiske astrofysikern Ivan Kopylov (1928–2000).